# Autoroute A 11
Die Autoroute A 11, auch als L’Océane bezeichnet, ist eine Autobahn in Frankreich. Auf 325 Kilometern verbindet sie Ponthévrard mit Nantes. Sie wurde 2008 komplett für den Verkehr freigegeben.

## Geschichte
Die 14 km lange Umgehung von Angers mit einer 530 m langen Brücke über das Tal der Maine wurde am 24. April 2008 ihrer Bestimmung übergeben und damit vier Monate früher als vorgesehen fertiggestellt, aber fast 30 Jahre später als die restliche Strecke. Die letzte Baulücke der A 11 ist somit geschlossen.
- 1975: Eröffnung des Teilstückes Chartres – La Ferté-Bernard
- 1978: Eröffnung des Teilstückes La Ferté-Bernard – Le Mans Ouest
- 1987–89: Eröffnung des Teilstücks Le Mans Ouest – Angers Nord (in insgesamt drei Einzelabschnitten)
- 1981: Eröffnung des Teilstückes Angers Ouest – Nantes
- 2008: Eröffnung des Teilstückes Angers Nord – Angers Ouest

## Autoroute A 11.1
Die Autoroute A 11.1 ist ein Seitenast der A 11, welcher von der Anschlussstelle 9 zur D 326 (ehemals N 226), welche eine Verbindung zur Rocade du Mans (D 323 Ex-N 23R) herstellt, führt. Sie ist drei Kilometer lang und wurde 1991 in Betrieb genommen.